# Betamethasone/dexchlorpheniramine
Betamethasone/dexchlorpheniramine (tên thương mại Betadexin, Celestamine ) là một loại thuốc có chứa betamethasone và dexchlorpheniramine maleate để điều trị các bệnh dị ứng. Betamethasone là một steroid giúp giảm ngứa và viêm trong khi dexchlorpheniramine maleate là thuốc kháng histamine để điều trị nổi mề đay.